# Арари
Арари (порт. Arari) — муниципалитет в Бразилии, входит в штат Мараньян. Составная часть мезорегиона Север штата Мараньян. Входит в экономико-статистический микрорегион Байшада-Мараньенси. Население составляет 28 488 человек на 2010 год. Занимает площадь 1100,275 км². Плотность населения — 25,89 чел./км².

## Демография
Согласно сведениям, собранным в ходе переписи 2010 г. Национальным институтом географии и статистики (IBGE), население муниципалитета составляет:
| Полное население                               | Полное население                               | Полное население                               | Полное население                               | 28 488 |
| ---------------------------------------------- | ---------------------------------------------- | ---------------------------------------------- | ---------------------------------------------- | ------ |
| в том числе:                                   | Городское население                            | 17 483                                         | Процент городского населения, %                | 61,37  |
|                                                | Сельское население                             | 11 005                                         | Процент сельского населения, %                 | 38,63  |
|                                                | Мужское население                              | 14 315                                         | Процент мужского населения, %                  | 50,25  |
|                                                | Женское население                              | 14 173                                         | Процент женского населения, %                  | 49,75  |
| Плотность населения, чел/км²                   | Плотность населения, чел/км²                   | Плотность населения, чел/км²                   | Плотность населения, чел/км²                   | 25,89  |
| Население муниципалитета в % к населению штата | Население муниципалитета в % к населению штата | Население муниципалитета в % к населению штата | Население муниципалитета в % к населению штата | 0,43   |

По данным оценки 2016 года, население муниципалитета составляет 29 200 жителей.

## История
Город основан 27 июня 1864 года. 

## Статистика
- Валовой внутренний продукт на 2003 год составляет 32 980 418,00 реалов (данные: Бразильский институт географии и статистики).
- Валовой внутренний продукт на душу населения на 2003 год составляет 1222,31 реала (данные: Бразильский институт географии и статистики).
- Индекс развития человеческого потенциала на 2000 год составляет 0,617 (данные: Программа развития ООН).